# Labéo
 (juin 2021).
Si vous disposez d'ouvrages ou d'articles de référence ou si vous connaissez des sites web de qualité traitant du thème abordé ici, merci de compléter l'article en donnant les références utiles à sa vérifiabilité et en les liant à la section « Notes et références ».
Pour les articles homonymes, voir Labeo (homonymie).
Labéo est un pôle d’analyses et de recherche implanté en Normandie. 

## Histoire
Ce groupement d'intérêt public (GIP) est créé en 2014 par le regroupement des laboratoires départementaux du Calvados (laboratoire Frank Duncombe, spécialisé dans les pathologies équines), de la Manche (expertise ostréïcole et en radioactivité) et de l'Orne (spécialisé sur les pathologies bovines). Le 1er janvier 2017 le laboratoire départemental de l'Eure intègre le GIP. 

## Présentation
Situé au cœur du bocage normand, avec près de 400 collaborateurs dont des cadres vétérinaires, des pharmaciens, des ingénieurs, des biologistes, des secrétaires techniques, des assistantes de recherche, des techniciens d’analyses… LABÉO constitue l’un des Groupements d’Intérêt Public (GIP) les plus importants de France.
Les équipes réalisent chaque année environ 1 250 000 dosages et recherches pour 80 000 clients en France et à l’étranger dans les domaines de santé animale, analyses de l’eau ou des produits alimentaires… LABÉO intervient essentiellement en tant que laboratoire de santé publique au travers le suivi sanitaire, des suivis épidémiologiques et de l’environnement (Agréments délivrés par les Ministères de l’Agriculture, de la Santé, de l’Environnement et de l’Économie et des Finances et de l’Autorité de Sécurité Nucléaire).
Une équipe de 374 agents permanents : 40 cadres (pharmaciens, vétérinaires, ingénieurs, docteurs d’Université en chimie analytique, microbiologie, biologie moléculaire, métrologie), 15 chercheurs au pôle recherche (Phd, HDR de l’Université de Caen Normandie, ingénieurs, doctorants), plus de 120 techniciens de niveau bac à bac + 5 (DEA, DESS ou master).
Une équipe de recherche et développement de haut niveau collabore également avec les équipes universitaires régionales, mais aussi avec celles de grands organismes français et étrangers. Ses travaux sur les maladies équines sont à la pointe de la recherche internationale.

## Domaines d'intervention
Les laboratoires du GIP œuvrent principalement dans le domaine de la santé animale (notamment équine), de la surveillance des écosystèmes, de l'agroalimentaire et de la santé publique.
Labéo possède un pôle recherche, développement et innovation (PRDI). Les équipes de ce pôle sont rattachées à l’université Caen-Normandie au sein de différentes unités de recherche : BIOTARGEN, U2RM, BOREA et ANTICIPE.
Il est associé à Normandie Université.

## Sites
- Alençon
- Évreux
- laboratoire Frank Duncombe à Saint-Contest dans l'agglomération de Caen (siège, inauguré officiellement le 18 juin 2016[1])
- Saint-Lô